# Damien Touzé
Pour les articles homonymes, voir Touzé.
Damien Touzé (né le 7 juillet 1996 à Iville) est un coureur cycliste français.

## Biographie
Originaire d'Iville en Normandie, il commence sa carrière au sein de l'U.V. Neubourg.

### Carrière professionnelle

#### Auber 93

##### 2017
À l'issue de la saison 2016, il signe un contrat professionnel avec l'équipe continentale française HP BTP-Auber 93 pour la saison 2017. Il commence sa carrière professionnelle sur le GP La Marseillaise (89e) et connait ses premiers résultats dès le mois de mars, 7e sur Paris-Troyes, 14e de la Classic Loire-Atlantique, 11e de Gand-Wevelgem espoirs et 13e de la Route Adélie de Vitré.

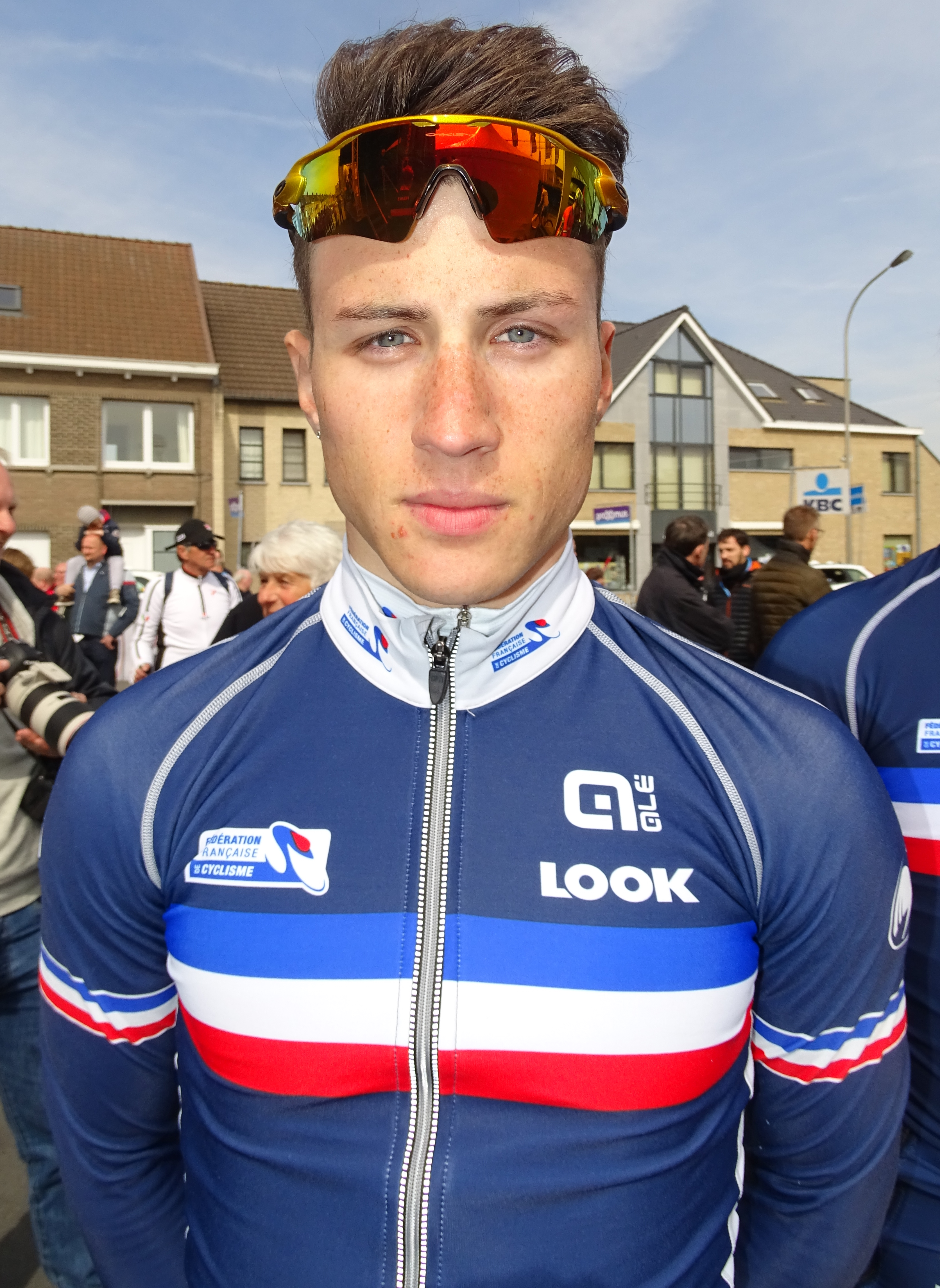
Damien Touzé sous les couleurs de l'équipe de France espoirs. lors du départ du Tour des Flandres espoirs 2016

 Il continue sur cette dynamique en avril, 8e sur la Roue tourangelle, Paris-Camembert, le GP de Denain et le Tro Bro Leon puis en mai sur le GP de la Somme. Il se montre aussi à son avantage sur les courses par étapes, avec deux quatrièmes et une sixième place d'étape sur les Boucles de la Mayenne. Il termine 10e de ses premiers championnats de France professionnels sur route fin juin puis 3e des championnats de France espoirs fin juillet. Avec les Espoirs, il se distingue également au niveau européen, 13e des championnats d'Europe. Au sortir de ces championnats, il décroche une 4e place d'étape sur le Tour du Limousin puis une 3e place d'étape sur le Tour du Poitou-Charentes. Sa régularité se poursuit jusqu'au terme de la saison, 19e du GP de Fourmies, 14e du GP d'Isbergues, 6e du championnat du monde des moins de 23 ans remporté par Benoît Cosnefroy, 14e du Tour de Vendée ou encore 17e de Paris-Bourges. 

##### 2018

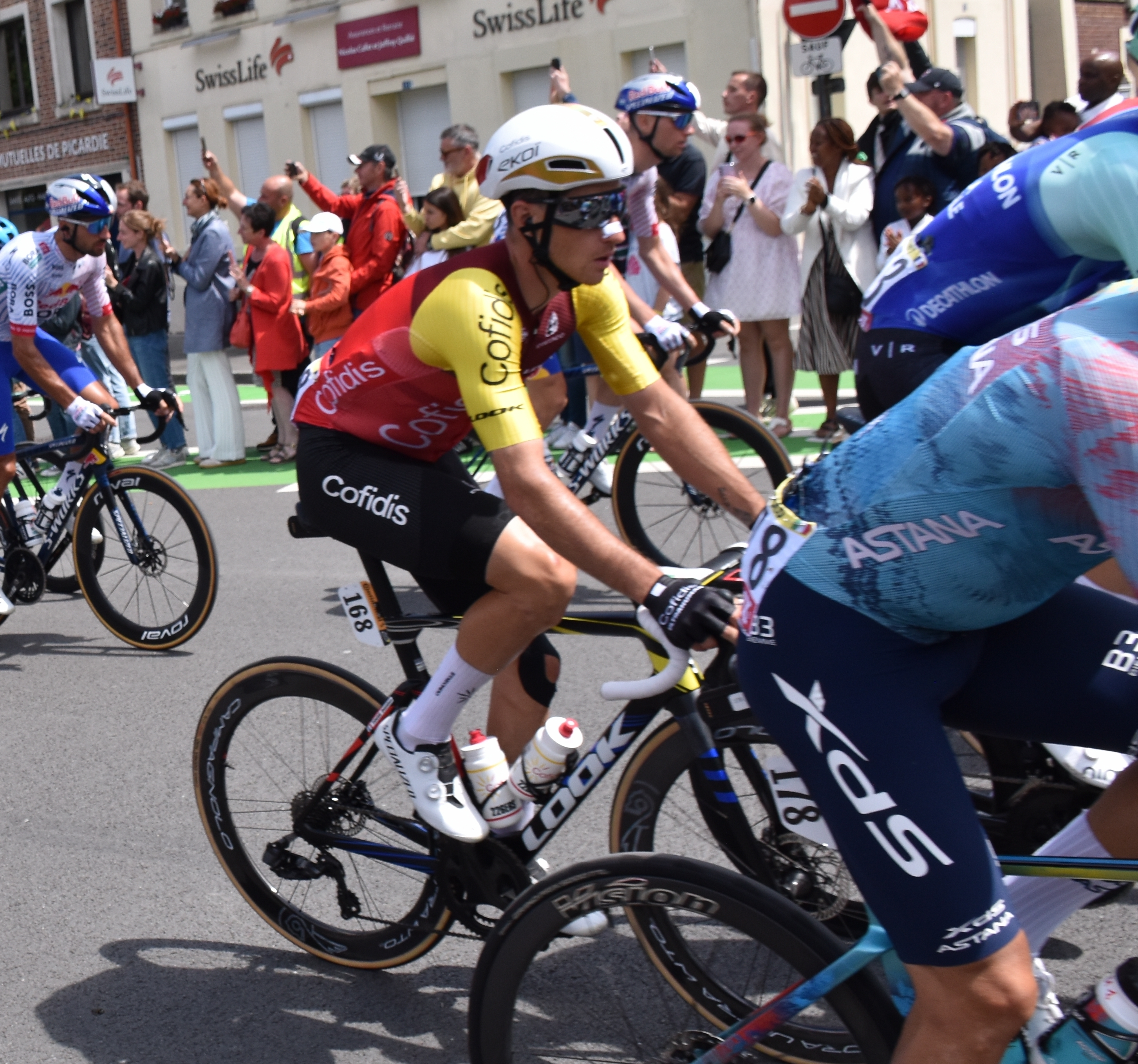
Damien Touzé lors Tour de France 2025.

Pour sa deuxième saison au sein de la structure francilienne, il se distingue de nouveau dès le début de saison, 9e puis 5e d'étape sur l'Etoile de Bessèges. Le 11 mars, on le retrouve sur le podium de Paris-Troyes, devancé par Adrien Petit et Lorrenzo Manzin. Il enchaîne alors les places d'honneur, 4e de la Classic Loire-Atlantique, 8e du Tour des Flandres espoirs, 5e de Paris-Camembert en avril. En mai, il décroche deux tops 10 sur des étapes des Quatre Jours de Dunkerque. Il décroche son premier succès professionnel en juin sur la deuxième étape de la Ronde de l'Oise. Seizième pour sa deuxième participation aux championnats de France sur route, il connait de nouveau le goût du succès fin juillet, s'imposant sur la première étape du Kreiz Breizh. Le même mois, il est sélectionné par Cyrille Guimard pour représenter la France aux championnats d'Europe de cyclisme sur route. En août, il remporte une étape et le maillot vert du classement par points du Tour de l'Avenir.

#### Cofidis

##### 2019
En août, il termine troisième de la Polynormande remportée par Benoît Cosnefroy.

##### 2020
Il commence sa deuxième saison chez Cofidis par une 7e place sur le Grand Prix La Marseillaise. Place qu'il connaît de nouveau au classement général de l’Étoile de Bessèges la semaine suivante. Le 1er mars, il termine 17e de Kuurne-Bruxelles-Kuurne avant de prendre le départ de son premier Paris-Nice. La saison étant suspendue à cause de la pandémie de Covid-19, il reprend la compétition sur le Tour de Pologne. Il y prend la 7e place de la première étape mais est pris dans la violente chute dû à l'accrochage entre Dylan Groenewegen et Fabio Jakobsen. Victime d'une triple fracture à l’index de la main droite, il est éloigné des pelotons plus d'un mois. 

#### AG2R/Decathlon AG2R
Le 11 août 2020, l'équipe cycliste AG2R La Mondiale annonce son arrivée, ainsi que celle de Marc Sarreau, pour les saisons 2021 et 2022, séduit par le projet sur les Classiques autour d'Oliver Naesen.

##### 2021 à 2023
En juin 2021, il prend la troisième lors du championnat de France sur route.
En août 2022, Touzé chute lors du dernier kilomètre de la deuxième étape du Tour de Burgos. Il est atteint d'un traumatisme crânien et d'une commotion cérébrale. Deux semaines plus tard, AG2R Citroën annonce la prolongation de son contrat pour 2023 et 2024.

##### 2024
En février 2024, il termine au pied du podium du Tour de La Provence remporté par Mads Pedersen. En juin, il réalise un top 10 au Tour de Belgique, se classant huitième de l'étape reine à Durbuy ainsi que du classement général.

## Palmarès sur route

### Par année
| - 2012 - Trophée Madiot - 2013 - 2e de la Ronde du Printemps - 2e du Prix de la Saint-Laurent Juniors - 4e du championnat d'Europe sur route juniors - 2014 - Trophée Louison-Bobet - 2e étape du Grand Prix Fernand-Durel - 2e étape d'Au Tour des Juniors - 4e étape du Tour de l'Abitibi - 2015 - Critérium du Printemps - 5e étape du Tour Nivernais Morvan - Grand Prix du Val de Villé - 3e de la Nocturne de Bar-sur-Aube - 2016 - Prix de la Saint-Laurent Espoirs - 2e d'Entre Brenne et Montmorillonnais | - 2017 - 2e du Tour du Pays du Roumois - 3e du championnat de France sur route espoirs - 6e du championnat du monde sur route espoirs - 2018 - 2e étape de la Ronde de l'Oise - Kreiz Breizh Elites : - Classement général - 1re étape - 3e étape du Tour de l'Avenir - 3e de Paris-Troyes - 2019 - 3e du championnat de France sur route - 3e de la Polynormande - 2021 - 3e du championnat de France sur route |  |

### Résultats sur les grands tours

#### Tour de France
1 participation
- 2025 : 94e

#### Tour d'Italie
1 participation
- 2024 : 69e

#### Tour d'Espagne
3 participations
- 2019 : 108e
- 2021 : 79e
- 2023 : non partant (19e étape)

### Résultats sur les classiques
Ce tableau représente les résultats de Damien Touzé sur les classiques auxquelles il a déjà participé au moins une fois.
| Année | Circuit Het Nieuwsblad | Classic Bruges-La Panne | E3 Saxo Bank Classic | Gand-Wevelgem | À travers les Flandres | Tour des Flandres | Paris-Roubaix | Eschborn-Francfort | Classique de Saint-Sébastien |
| ----- | ---------------------- | ----------------------- | -------------------- | ------------- | ---------------------- | ----------------- | ------------- | ------------------ | ---------------------------- |
| 2019  | 74e                    | -                       | 68e                  | 48e           | 98e                    | 106e              | 48e           | Abandon            | 74e                          |
| 2020  | Abandon                | Abandon                 | -                    | 40e           | -                      | 63e               | -             | -                  | -                            |
| 2021  | 34e                    | 68e                     | 37e                  | Abandon       | -                      | -                 | -             | -                  | -                            |

### Classements mondiaux
| Année                                 | 2016  | 2017 | 2018 | 2019 | 2020 | 2021 | 2022 | 2023  | 2024 |
| ------------------------------------- | ----- | ---- | ---- | ---- | ---- | ---- | ---- | ----- | ---- |
| Classement mondial                    | 2058e | 268e | 270e | 396e | 447e | 411e | 482e | 1189e | 472e |
| UCI Europe Tour                       | 1361e | 168e | 126e | 315e | 366e | 338e | 383e | nc    | nc   |
|                                       |       |      |      |      |      |      |      |       |      |
| Légende : nc = non classéSource : UCI |       |      |      |      |      |      |      |       |      |

## Palmarès sur piste

### Championnats de France
- 2012
  -  Champion de France de course aux points cadets
  - 3e de la poursuite individuelle cadets
- 2013
  -  Champion de France de poursuite par équipes juniors (avec Lucas Destang, Florian Leroyer et Jordan Levasseur)
  -  Champion de France de l'américaine juniors (avec Lucas Destang)
- 2014
  - 3e de la poursuite par équipes juniors
  - 3e de course aux points juniors

## Distinctions
- Vélo d'or cadets : 2012